# Bibliographie sur Besançon
 (août 2023).
La mise en forme du texte ne suit pas les recommandations de Wikipédia : il faut le « wikifier ».
Les points d'amélioration suivants sont les cas les plus fréquents. Le détail des points à revoir est peut-être précisé sur la page de discussion.
- Les titres sont pré-formatés par le logiciel. Ils ne sont ni en capitales, ni en gras.
- Le texte ne doit pas être écrit en capitales (les noms de famille non plus), ni en gras, ni en italique, ni en « petit »…
- Le gras n'est utilisé que pour surligner le titre de l'article dans l'introduction, une seule fois.
- L'italique est rarement utilisé : mots en langue étrangère, titres d'œuvres, noms de bateaux, etc.
- Les citations ne sont pas en italique mais en corps de texte normal. Elles sont entourées par des guillemets français : « et ».
- Les listes à puces sont à éviter, des paragraphes rédigés étant largement préférés. Les tableaux sont à réserver à la présentation de données structurées (résultats, etc.).
- Les appels de note de bas de page (petits chiffres en exposant, introduits par l'outil «  Source ») sont à placer entre la fin de phrase et le point final[comme ça].
- Les liens internes (vers d'autres articles de Wikipédia) sont à choisir avec parcimonie. Créez des liens vers des articles approfondissant le sujet. Les termes génériques sans rapport avec le sujet sont à éviter, ainsi que les répétitions de liens vers un même terme.
- Les liens externes sont à placer uniquement dans une section « Liens externes », à la fin de l'article. Ces liens sont à choisir avec parcimonie suivant les règles définies. Si un lien sert de source à l'article, son insertion dans le texte est à faire par les notes de bas de page.
- La présentation des références doit suivre les conventions bibliographiques. Il est recommandé d'utiliser les modèles {{Ouvrage}}, {{Chapitre}}, {{Article}}, {{Lien web}} et/ou {{Bibliographie}}. Le mode d'édition visuel peut mettre en forme automatiquement les références.
- Insérer une infobox (cadre d'informations à droite) n'est pas obligatoire pour parachever la mise en page.

Pour une aide détaillée, merci de consulter Aide:Wikification.
Si vous pensez que ces points ont été résolus, vous pouvez retirer ce bandeau et améliorer la mise en forme d'un autre article.
Cette bibliographie sur Besançon, non exhaustive, propose une liste de liens, d'ouvrages et d'articles classés par thème et, à l'intérieur de chaque thème, par ordre alphabétique.

## Ouvrages
- Daniel Antony et Marc Paygnard, Besançon, l'esprit du temps, Sekoya Eds Du, 2001  (ISBN 284751001X)
- Dominique Bonnet et Denis Maraux, Découvrir Besançon, La Taillanderie, 2002  (ISBN 2876292572)
- Catherine Chaillet et Pierre Laurent, Besançon: Un temps d'avance, collection Villes en mouvement, Autrement, 2007  (ISBN 2746709473)
- Michel Chevalier, Histoire de Besançon, Éditions Universitaires de Besançon, 1965.
- Jean-Louis Clade et André Choteau, Besançon an 2000, Cabedita, 1999  (ISBN 2882952708)
- Jean Courtier, Besançon en cartes postales anciennes, Bibliothèque Européenne
- Collectif, De Vesontio à Besançon, Chaman, 2006  (ISBN 297004353X)
- Collectif, Besançon, collection Tranches de Villes, Déclics, 2006  (ISBN 2847681043)
- Lionel Estavoyer, Besançon côté cours, Besançon côté jardins, Sekoya Eds Du, 1999  (ISBN 2951457308)
- Lionel Estavoyer, Besançon côté chefs-d'œuvre, Sekoya Eds Du, 2000  (ISBN 2951457316)
- Bernard Faille et André-Hubert Demazure, Besançon 1958-1985 : regards d'objectif, Cêtre, 1992  (ISBN 2878230221)
- Claude Fohlen, Histoire de Besançon, Nouvelle Librairie de France, 1964
- Claude Fohlen, Histoire de Besançon, tome 1, Cêtre, 1994  (ISBN 2901040217)
- Claude Fohlen, Histoire de Besançon, tome 2, Cêtre, 1994  (ISBN 2901040276)
- Denis Maraux et Émilie Gasc, Besançon, Déclics, 2003  (ISBN 2847680322)
- Denis Maraux et Émilie Gasc, Besançon, Déclics, 2006  (ISBN 2847681043)
- Eveline Toillon, Besançon insolite et secret, Alan Sutton, 2005  (ISBN 2842539141)
- Hélène Walter et Jean-Claude Barçon, Vesontio Besançon, PUL, 2004  (ISBN 2729707395)
- Georges Bidalot, Besançon, des origines à nos jours, Presses du Belvédère, 2009  (ISBN 2884191526)

## Revues
- Revue Historia Thématique n°106, mars-avril 2007, "Vauban, l'Homme de l'année", p.66, par Nicolas Faucherre
- Revue Historia Mensuel n°724, avril 2007, "Spécial Besançon: Une capitale aux trésors méconnus", par Eric Pincas
- Magazine hebdomadaire Télérama n°2121, 5 septembre 1990, "Besançon - Doubs... très doux", dossier de la série "De ville en ville" réalisé par Marie-Laure Le Foulon
- Magazine hebdomadaire Pèlerin Magazine n°5841, 11 novembre 1994, "Besançon, discrète et séduisante", dossier réalisé par Luc Balbont
- Magazine hors-série Pays Comtois, 2004, "Spécial Besançon - Capitale du Temps"

## Articles de presse
- Quotidien La Croix du 11/12 août 2001, "Besançon, la boucle verte", dossier de la série "Une ville en tenue d'été", par Philippe Royer
- Quotidien Le Monde du 4 février 2001, "Besançon dans son cocon trop douillet", article de Jean-Pierre Tenoux
- Quotidien Le Monde du 18 novembre 2004, "Week-end « patrimoine » à Besançon", article de Jean-Pierre Tenoux
- Quotidien Le Monde du 29 avril 1999, "Besançon, l'heure du renouveau", article de Jacques Brunel
- Quotidien Le Figaro du 18 février 1998, "Besançon: amour, socialisme, consensus et somnolence", article de Thierry Desjardins
- Quotidien Le Figaro du 24 janvier 2007, "Besançon joue contre la montre", article de Philippe Viguie-Desplaces
- Quotidien Libération n°7318 du 20 novembre 2004, "Besançon avec son temps"

## Guides
- Guide Pélican, Balades autour de Besançon, collection Ballades, Éditions du Pélican, 1996  (ISBN 2903696993)
- Lucien Lerat, "Besançon antique", Guides archéologiques de la France, 1990  (ISBN 2110810599)
- Collectif, Petit Futé Besançon 2007, collection City Guide, Petit Futé, 2006  (ISBN 274691834X)
- Collectif, Guide Gallimard Franche-Comté, Gallimard, 1999  (ISBN 2742405070)

## Sites Internet
- Site officiel de la ville de Besançon, présentation des activités de l'organisation des ingénieurs tunisiens
- Site de l'office du tourisme de Besançon, quelques monuments, personnagesn musées et gastronomie
- Besançon, information sur la ville de besançon

## Médias
- l'Hebdo de Besançon